# Herregårde i Odense Amt
Herregårde i Odense Amt.
Før kommunalreformen i 1970 bestod amtet af 8 herreder:

## Bjerge Herred
- Brockdorff
- Broløkke (Viby Sogn)
- Bøgebjerg (Viby Sogn)
- Hverringe
- Kejrup
- Klarskov (Marslev Sogn)
- Lundsgård (Revninge Sogn)
- Scheelenborg
- Sellebjerg (hovedgård)
- Stenagergård
- Skovsbo (Rynkeby Sogn)
- Ulriksholm
- Vejrupgård
- Østergård (Munkebo Sogn)

## Odense Herred
- Blangstedgaard
- Dalum Kloster
- Grøftebjerg
- Hesbjerg
- Lindved (herregård)
- Marienlund (Freden Sogn)
- Odense Slot
- Ålykkegård

## Åsum Herred
- Bramstrup (Nørre Lyndelse Sogn)
- Fraugdegaard
- Hollufgaard
- Ringstedgård
- Rønninge Søgård
- Sanderumgård
- Søbysøgård
- Torpegård

## Båg Herred
- Barløsegaard
- Billeskov
- Brahesborg
- Brahesholm
- Flenstofte
- Hagenskov (Frederiksgave)
- Krengerup (Frederikslund)
- Løgismose
- Orelund (Sandager Sogn)
- Pejrupgård Orte Sogn
- Skovgaarde
- Søholm (Køng Sogn)
- Vilhelmsborg (Gamtofte Sogn)

## Skovby Herred
- Elvedgård
- Dallund
- Diget
- Gyldensteen
- Harritslevgård
- Langesø (Vigerslev Sogn)
- Margård
- Oregaard
- Rugård (Veflinge Sogn)
- Sandagergård
- Zastrow

## Lunde Herred
- Hofmansgave
- Nislevgård
- Ørritslevgård
- Østrupgård (Håstrup Sogn)

## Skam Herred
- Egebjerggård
- Jerstrup
- Kørup (Krogsbølle Sogn)
- Uggerslevgård
- Æbeløgård

## Vends Herred
- Billeshave
- Cathrinebjerg
- Erholm
- Fænøgård
- Hindsgavl Slot
- Holsegaard
- Kærsgård (Brenderup Sogn)
- Skrillingegård
- Sparretorn
- Søndergårde (Rørup Sogn)
- Tybrind
- Wedellsborg